# 각시탈 (만화)
『각시탈』은 1974년 화백 허영만의 만화 작품이다. 1930년대 일제강점기 배경으로 한 각시탈의 가면을 쓰고 울분을 저항하는 협객의 이야기를 그린 만화이다.
주인공은 반일인물을 체포하는 친일 순사로 그가 쫓던 각시탈의 복면을 쓰고 일본제국에 저항하는 각시탈이 평소에는 모자라고 어수룩했던 자신의 형이라는 사실을 알게 된 후부터 자책하고 형의 각시탈을 쓰고 일본의 제국주의자들을 응징하는 애국지사 각시탈이 된다.